# Fujs
Fujs je priimek v Sloveniji, ki ga je po podatkih Statističnega urada Republike Slovenije na dan 1. januarja 2010 uporabljalo 406 oseb in je med vsemi priimki po pogostosti uporabe uvrščen na 854. mesto.

## Znani nosilci priimka
- Angela Fujs (r. Kuntner) (1937–2018), pesnica in pisateljica kratke proze
- Dejan Fujs (*1968), odbojkar
- Metka Fujs (*1959), zgodovinarka, muzealka, Valvasorjeva nagrajenka
- Vitomir Fujs (*1967), hokejist na travi, športni delavec
- Vladimir Fujs,